# Pink Skies Ahead
Pour plus de détails, voir Fiche technique et Distribution.
Pink Skies Ahead est une comédie dramatique américaine écrite et réalisée par Kelly Oxford (en). Elle a été présentée en première mondiale à l'AFI Fest le 18 octobre 2020 et est sortie le 8 mai 2021 par MTV Films.
Le récit est semi-autobiographique et relate l'anxiété avec laquelle Kelly Oxford a lutté lorsqu'elle était jeune adulte.

## Distribution
- Jessica Barden : Winona[2]
- Marcia Gay Harden : Pamela
- Michael McKean : Richard
- Henry Winkler : Dr. Cotton
- Rosa Salazar : Addie
- Odeya Rush : Stephanie
- Lewis Pullman : Ben
- Devon Bostick : Greg
- Mary J. Blige : Docteur Monroe[3]
- Evan Ross : Cameron
- Melora Walters : Hayley
- Alexandra Paul : Claire
- Jessalyn Wanlim : Joanie
- Jesse Heiman : Kevin
- Leah Knauer : Chelsea